# Regne d'Uvea
|  | No s'ha de confondre amb l'atol Uvea, o Ouvéa, de Nova Caledònia. |

Uvea (amb grafia francesa Uvéa) és un dels tres regnes tradicionals reconeguts oficialment en el territori d'ultramar francès de Wallis i Futuna, i que ocupa la totalitat de l'illa Uvea o illa Wallis. Signà un tractat amb França, pel qual esdevingué un protectorat i posteriorment, un territori dependent de Nova Caledònia, abans de ser un territori independent d'ultramar.

## Geografia
El territori es divideix en tres districtes: Hihifo, Hahake i Mua, cadascun dividit en pobles (4 Hihifo, 6 Hahake i 10 Mua), cadascuna regida per un faipule (cap de poble). Té una població segons el cens de 22 de juliol de 2003 de 10.088 habitants. El 97,3% de la població són polinesis de parla wallisiana i religió catòlica. La capital i principal població es Mata-Utu, amb una població de 1.400 persones. El rei porta el títol de Lavelua, i actualment el deté Kapeliele Faupala, coronat el 25 de juliol del 2008.

## Llista de reis d'Uvea
- Munigoto
- Atuvaha
- Fanalua
- 1756 - 17.. : Vaivaikava
- 17.. - 17.. : Finekata
- 1767 - 1810: Manuka
- 1810 - 1818: Tufele I
- 1818 - 1819: Kulitea
- 1819 - 1820: Lavekava
- 1820 - 1820: Hiva
- 1820 - 1825: Muliakaaka
- 1825 - 1825: Uhila "moafa"
- 1825 - 1825: Toifale
- 1825 - 1826: Mulitoto
- 1826 - 1829: Soane-Patita Vaimua Lavelua I (primer regne)
- 1829 - 1830: Takala
- 1830 - 1858: Soane-Patita Vaimua Lavelua I (segon regne)
- 1858 - 19 de febrer 1869: Falakika Seilala
- febrer 1869 - 10 de març 1895: Amelia Tokagahahau Aliki
- 11 de març 1895 - 16 de gener 1904: Vito Lavelua II
- 11 de març 1895 - 12 de març 1895: Isaake (en rebel·lió)
- Agost 1904 - 7 de setembre 1906: Lusiano Aisake
- 1906 - 1 d'abril 1910: Sosefo Maütamakia I « Tokila »
- 22 de març 1910 - 30 de novembre 1916: Soane-Patita Lavuia
- 1916 - 1918: Sosefo Maütamakia II (primer regne)
- 1918 - 2 de novembre 1924: Vitolo Kulihaapai
- 3 de novembre 1924 - 9 de desembre 1928: Tomasi Kulimoetoke I
- 21 de desembre 1928 - 26 de juliol 1931: Mikaele Tufele II (primer regne)
- 27 de juliol 1931 - 10 de març 1933: Sosefo Maütamakia I « Tokila » (segon regne)
- 13 de març 1933 - 23 de maig 1933: Petelo Kahofuna (no reconegut per França)
- 25 de maig 1933 - 30 de novembre 1933: Mikaele Tufele II (segon regne)
- 16 de març 1941 - 29 de març 1947: Leone Manikitoga
- 9 de maig 1947 - 10 d'abril 1950: Pelenato Fuluhea
- 25 d'abril 1950 - 17 de novembre 1953: Kapeliele Tufele III « Setu »
- 18 de desembre 1953 - 19 de desembre 1953: Soane Toke
- 22 de desembre 1953 - 12 de setembre 1958: Aloisia Brial
- 12 de març 1959 - 7 de maig 2007: Tomasi Kulimoetoke II
- 25 de juliol 2008 - : Kapeliele Faupala